# 永康分水餅
分水餅又稱分餅、擔餅或擔水餅，是一個流傳於臺南市永康區與新化區用來慶祝新生兒的傳統習俗，有別於民間一般皆以油飯、紅蛋或蛋糕，在西勢廣興宮祭祀圈一帶，卻是以水果餅來慶祝，於每年農曆正月二十日舉辦，目前已成為廣興宮境內的「擔餅節」。永康擔餅節現為臺南市文化資產之一，2009年1月15日登入為中華民國民俗及有關文物之文化資產類別。

## 沿革
相傳約一百多年前，位於西勢、新莊、番薯厝及崙仔頂四庄一帶的庄民感到此地壯丁不足，為了祈求能夠生兒子而齊集在庄頭信仰中心的廣興宮前，向主神謝府元帥許願，如能「喜獲麟兒」，將來一定豐盛祭祀，演戲酬神，並「挑餅」分送庄民；後來，庄民真的生了兒子，於是相約在謝府元帥誕辰的農曆正月二十日分餅還願，因此每年庄內若有生男丁的人家，當天都需分餅給所有庄民，分享添丁的喜悅。流傳至今，就成了這四個村庄重要分餅節日。 後來因太平洋戰爭期爆發，物資缺乏而中斷，至1957年（民國46年）居民倡議才再度恢復。近來，男女平等的意識逐漸提升，加上政府推動的生育政策，自2013年起，生女兒的人家也加入擔餅的習俗。

## 擔餅儀式
若每年農曆正月二十日以前一年中，居住於西勢廣興宮信仰圈境內的家庭，家中有新生兒（早期僅限男生），即要在農曆正月二十日當天（即謝府元帥聖誕）分送水果餅給村內居民品嚐，共享生子的喜悅。
農曆正月二十日上午，凡是有新生兒的人家都會依照古禮，利用竹籃挑著所準備三牲酒禮、發糕、紅龜和水餅等供品以及新的童裝，並攜帶該位新生男童，至廣興宮參拜謝府元帥，感謝祐賜，並祈求孩子平安長大成人，將來能夠出人頭地。下午一點半到三點間便開始分送水餅，早年是由人工挑著，挨家挨戶的分送，擔餅日與挑餅日等名稱因此而生，但目前僅會在廟前用扁擔進行象徵性的擔餅儀式，再利用機車或汽車配送。且分送的方式因各庄的位置也有著不同的差異，像是永康西勢、新庄和番薯厝三庄是由各庄爐主領隊，依福份名冊，分送至各家，至於新化的崙仔頂西，中，東三個角頭，則採用集中分送式，分送戶將水餅送到爐主宅前排成一列，再由爐主點名逐一領取。
至於水餅的分送有兩種，一是「福份餅」，一是「老大餅」。福份餅是分給住在庄內而具有「福份」資格的庄民。所謂「福份」，就是廣興宮登記有案的會員，會員僅有男性，且每年必須按時向廣興宮繳交「福份錢」，分餅時，一戶中有幾個福份就送幾塊水餅。「老大餅」則是送給庄內滿60歲以上的老人，他們不必繳交「福份錢」即可分得，有著祝福延年益壽，永遠健康的含意。

## 關於水果餅
水餅即為水果餅，因帶有祈福、延壽之意，也稱作幸餅，是一種包有糖膏、或芋、金桔的圓形麵粉煎餅，其厚度約莫一公分，直徑約一台尺，有大小兩種，大者一斤重，小者半斤重，因富含果汁的香味，吃起來清甜可囗，目前多半由當地糕餅店製作且發展出多種口味，分餅的大小是依主人家的經濟能力所決定的，分餅時，生男兒將使用傳統的金桔內餡，生女兒則使用草莓內餡。因為口感特殊，以及寓意豐富，成為永康三寶之一，是一項別具永康的在地特色的伴手禮。